# 馬可尼 (加利福尼亞州)
馬可尼（英語：Marconi）是位於美國加利福尼亞州馬林縣的一個非建制地區。該地的面積和人口皆未知。

## 地理
馬可尼的座標為38°08′38″N 122°52′42″W / 38.14389°N 122.87833°W，而該地的平均海拔高度為21米（即70英尺）。